# NGC 1684
NGC 1684 je galaksija u zviježđu Orionu.

## Vanjske poveznice
- SEDS: NGC 1684